# Molton
Molton je vrsta tkanine. Je mehka, na eni strani kosmata. Uporabljajo jo pri izdelavi prevlek za likalne mize in druge izdelke, kjer je potreben toplotni izolator, kar molton kot tkanina nudi.